# Wald an der Worskla
Der Wald an der Worskla (russisch Лес на Ворскле) ist ein Wald in der Oblast Belgorod (Russland) und Teil des Naturreservats (Sapowednik) Belogorje.

## Geographie

### Geographische Lage

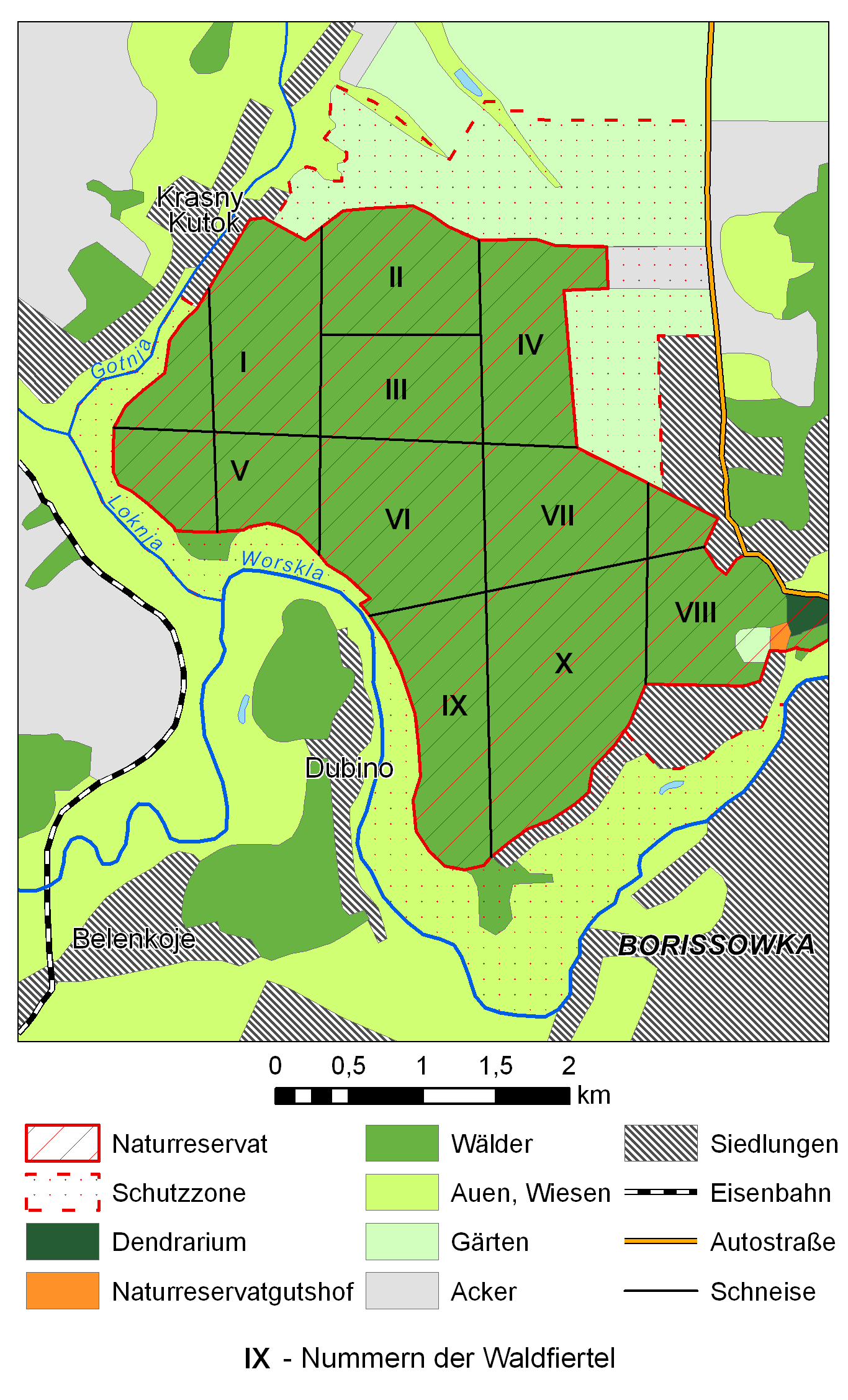
Wald an der Worskla und seine Umgebung

Der Wald an der Worskla befindet sich im Rajon Borissowka der Oblast Belgorod. Er erstreckt sich auf dem hohen rechten Ufer des Flusses Worskla, zwischen der Worskla und ihrem Zufluss Gotnja sowie dem Gotnjazufluss Loknja. Sein Gebiet umfasst 1038 Hektar. Geographisch gehört das Gebiet zum südlichen Teil der Waldsteppenzone. Das Naturschutzgebiet grenzt im Nordosten an das Dorf Krasny Kutok (Landgemeinde Oktjabrskaja Gotnja), im Südosten an Borissowka (Stadtgemeinde Borissowka), im Norden und Osten an Apfelplantagen und im Süden und Westen an das Worsklatal. Dem Wald gegenüber, am linken Ufer der Worskla, befindet sich das Dorf Dubino (Landgemeinde Belenkoje). Das Territorium des Waldes selbst gehört zur Landgemeinde Krjukowo.

### Relief
Der größte Teil des Waldes bedeckt das Plateau, auf dem die Wasserscheide liegt. Den westlichen, nordwestlichen und südlichen Rand bilden die Flussterrassen und Abhänge des Woskla- und Loknjatals. Der höchste Punkt (217 m) befindet sich im nordöstlichen Teil des Waldes. Der niedrigste Punkt (137 m) liegt im Worsklatal.
Durch den Wald verlaufen zahlreiche kleine Erosionstälchen (Runsen) auf das Worskla- und Loknjatal zu, die in dieser Region „Jar“ genannt werden. Die größten Runsen sind (gegen den Uhrzeigersinn, beginnend im Norden):
- Ponisowskij-Jar
- Hodyn-Jar
- Werwejkow–Jar
- Woltschij-Jar (Wolfrunse)
- Udodow-Jar (Wiedehopfrunse)
- Snesarew-Jar
- Monastyrskij-Jar (Klosterrunse)

### Gewässer

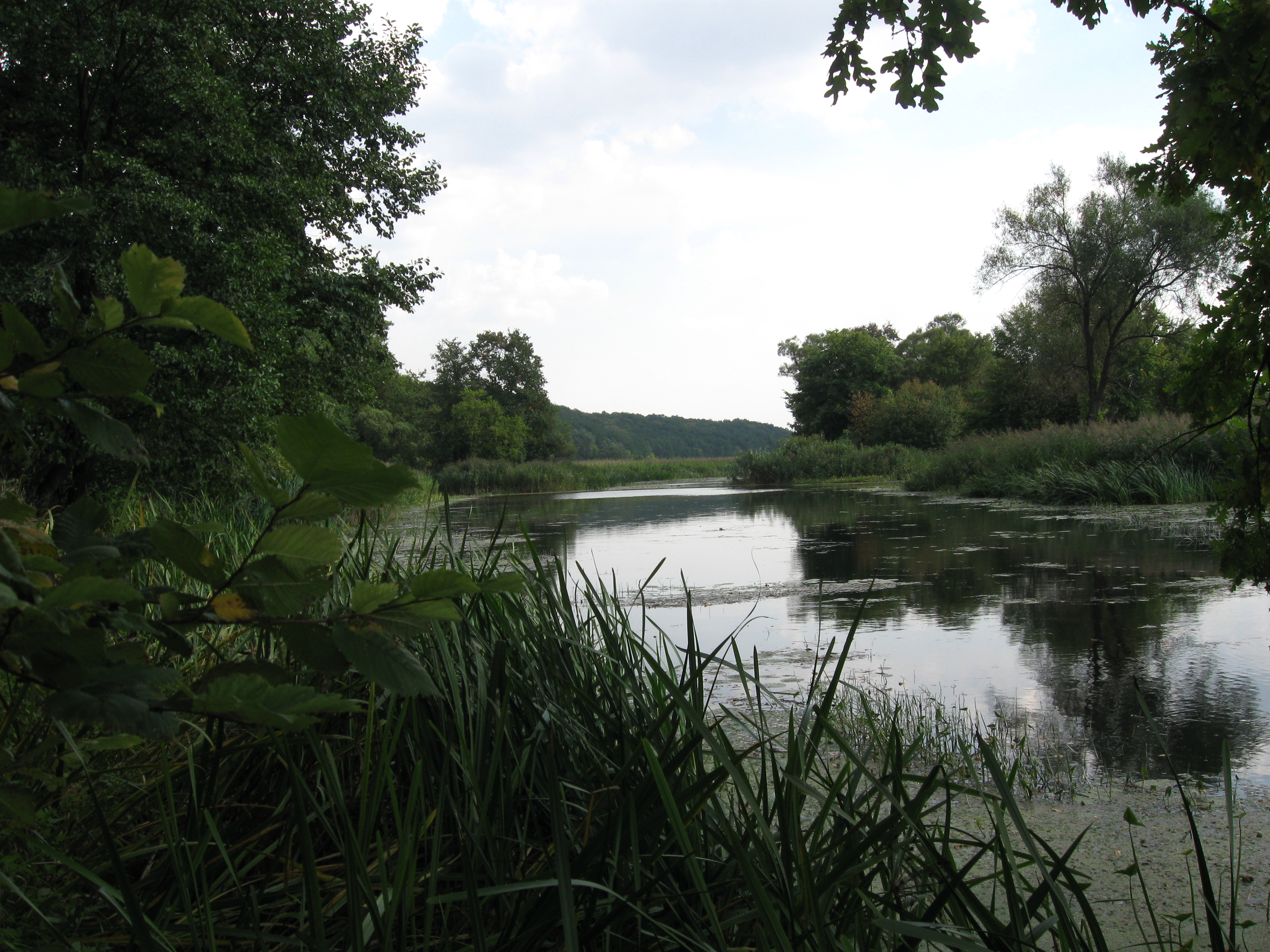
Der Fluss Worskla beim Naturreservat (der Wald an der Worskla links auf dem Horizont)

Im Wald gibt es keine Quellen und Fließgewässer. Ursachen dafür sind eine hohe Durchlässigkeit des Bodens und ein niedriger Grundwasserstand. Nur zu Beginn des Frühlings, nach der Schneeschmelze, fließen Rinnsale am Grund der Schluchten zum Flusstal. Die Flüsse Worskla, Gotnja und Loknja fließen entlang des Waldrands in einem Abstand von 10 bis 900 m.
Auf dem Territorium des Walds gibt es keine natürlichen Stillgewässer. Nur in der Schutzzone des Naturreservats, in der Worsklatalaue, befinden sich kleine Altwasser. Im 20. Jahrhundert wurden Teiche in der Klosterrunse gebaut, deren Dämme durch Schneeschmelzwasser brachen. Nur ein Teich verblieb im oberen Teil der Runse.

### Böden
Die Böden des Walds an der Worskla entwickelten sich auf verschiedenen Ausgangsgesteinen, vor allem auf dem Lösslehm, der in der östlichen Hälfte des Walds vorkommt. Im nordwestlichen Teil des Walds spielen auch alte Alluviumsande eine Rolle. Sie sind auf den Flussterrassen von Gotnja und Loknja verbreitet.
Am südlichen und südöstlichen Waldrand ist ein oligozänischer Lehmsand verbreitetes Ausgangsgestein. An einzelnen Stellen im südlichen Teil des Waldes kommt auch ein rostfarbiger Ton vor. Der oligozänische Lehmsand und der rostfarbige Ton sind dort Ausgangsmaterialien der Bodenbildung, wo die Erosion den Löss abgetragen hat. Unter dem oligozänischen Lehm liegen Gesteine aus der Kreide, die im Territorium des Waldes nicht an der Oberfläche erscheinen.
Hier werden 20 verschiedene Bodentypen unterschieden. Sie unterscheiden sich nach dem Grad der Podsolierung und dem Humusgehalt. Alle Böden des Walds an der Worskla gehören nach der russischen Bodenklassifikation von 1977 zum Typ der grauen Waldböden. Nach der USDA-Bodenklassifikation gehören sie zu den Alfisolen, nach der deutschen Bodensystematik wären sie als Parabraunerden einzustufen.

## Natur

### Flora
Im Wald an der Worskla ist die Eiche die Hauptbaumart. Weitere Baumarten sind Linde, Esche, Waldkiefer und Spitzahorn. Im Unterholz kommen Gewöhnlicher Spindelstrauch (Euonymus europaeus) und Warzen-Spindelstrauch (Euonymus verrucosa), Feldahorn (Acer campestre), Zweigriffeliger Weißdorn (Crataegus laevigata) und Schlehdorn (Prunus spinosa) vor. Seltener anzutreffen sind
Tatarischer Steppen-Ahorn (Acer tataricum), Purgier-Kreuzdorn (Rhamnus cathartica) und die Hunds-Rose (Rosa canina). Unter den krautigen Pflanzen sind Giersch (Aegopodium podagraria), Große Sternmiere (Stellaria holostea), Wimper-Segge (Carex pilosa) und Hain-Rispengras (Poa nemoralis) besonders häufig.  Auch die Gewöhnliche Haselwurz (Asarum europaeum), Dunkles Lungenkraut (Pulmonaria obscura) und Frühlings-Platterbse (Lathyrus vernus) kommen oft vor. Im April blühen hier viele Frühjahrsblüher: Sibirischer Blaustern, Lerchensporne,  Scharbockskraut und Gelbes Windröschen.  Sie bilden den Prävernal-Aspekt im Wald an der Worskla.  Hier gibt es keine geschlossene Moosbedeckung. Aber die Moose wachsen oft auf dem Totholz und Reisig, an den Baumstämmen und auf dem Boden. Im Wald wurden etwa 80 Moosarten gezählt.
Zwölf krautige Pflanzen stehen auf der Roten Liste der Oblast Belgorod.

#### Pflanzengesellschaften
Der naturnahe Wald bedeckt eine Fläche von 557,6 ha (53,7 % der Gesamtfläche des Reservats). Die Forstkulturen umfassen 431,7 ha (41,6 % der Gesamtfläche). Das übrige Territorium besteht überwiegend aus Waldwiesen und Brachäckern.

#### Eingebürgerte Pflanzen
Außer den einheimischen Baumarten wachsen hier auch Neophyten. Die Verbreitung der exotischen Arten ist eine Folge von Forschungen zur Ansiedlung neuer Baumarten zur Zeit Sukatschows. Heute gibt es auf dem Territorium des Waldes an der Worskla 24 exotische Baumarten. Andere eingebürgerte Pflanzen gedeihen zwischen einheimischen Pflanzengesellschaften. Im Dendrarium und Naturreservatsgutshof wachsen etwa 200 exotische Arten und Formen.

### Fauna

#### Tiere
Die Tierwelt des Walds an der Worskla ist typisch für die Eichenwälder der Waldsteppe. Hier kommen etwa 50 Arten Säugetiere vor. Größte Dauerbewohner des Waldes sind Paarhufer: Schwarzwild und Reh. Bisweilen besucht der Elch den Wald an der Worskla. Dessen Fläche ist jedoch zu klein für eine Dauerbesiedlung durch den Elch. Nach der Oktoberrevolution waren fast alle Paarhufer verschwunden. Das Reh kehrte Ende der 1930er Jahre zurück und erreichte in den 1950er Jahren die frühere Anzahl. Das Schwarzwild kehrte in den 1960er Jahren zurück und erreichte in den 1980er Jahren die frühere Anzahl.
Heute spielt das Naturreservat eine große Rolle für die Erhaltung der Paarhufer. Sie finden hier Asyl während der Jagdsaison. Schwarzwild und Rehe migrieren im Herbst und Winter aus den Nachbargegenden ins Naturreservat.
Von den Raubtieren kommen Fuchs und Dachs vor. Sie bauen ihre Höhlen an den südlichen Abhängen der Runsen. In der Vergangenheit lebten hier auch Wölfe.
Einen großen Teil der Tierarten stellen kleine Tiere. Für sie ist der uralte Eichenwald ist wichtiger Wohnort. Er gibt Obdach und Zuflucht für Nagetiere, Fledermäuse, Insektenfresser. In Höhlungen der alten Bäume wohnen Fledermäuse, Eichhörnchen und Steinmarder.
Talauen der Schutzzone sind Lebensraum für Biber.

## Geschichte

### 17. Jahrhundert
Bis in das 17. Jahrhundert war der Wald an der Worskla ein Teil der ungeteilten Eichenwälder, die sich entlang des hohen rechten Ufers der Worskla erstreckten. Im Jahre 1640 wurde hier der Chotmyschskische Abschnitt der Belgorodischen Verhaulinie gebildet. Wald wurde als natürliches Hindernis gegen Raubzüge der Tataren benutzt. Darum waren Holzeinschlag und die Fortbewegung durch den Wald streng verboten. Zum Ende des 17. Jahrhunderts verschwand die Gefahr tatarischer Raubzüge und die Verhaulinie verlor ihre Bedeutung.

### 18-19. Jahrhundert
Anfang des 18. Jahrhunderts wurde der Wald an der Worskla durch die Verordnungen von Peter I. vor dem Abholzen geschützt. Im Jahre 1701 wurde die Entwaldung für die Ackerbestellung und Beweidung im 30-werstigen Streifen entlang der Flüsse verboten. Im Jahre 1703 wurde das Abholzen im 20-werstigen Streifen entlang der kleinen Flüsse verboten. In dieser Wasserschutzzone wurde auch die Beweidung verboten. Eichen, Kiefern, Ahornbäume und Ulmen mit Stammdicken von mehr als 12 Wershok (54 cm) wurden vom Abholzen ausgenommen. Diese Verordnungen betrafen die Wälder an den Ufern der Flüsse, die ins Asowsche Meer und Schwarze Meer münden. Sie sollten die Versorgung mit Schiffsholz sichern.
Im Jahre 1705 wurde der Wald Eigentum des Grafen Boris Petrowitsch Scheremetew. Er gründete im Territorium des Walds einen „Schonungshain“. Der „Schonungshain“ war ein privater Sapowednik. Hier waren für Bewohner der Borissowka alle Arten der Nutzung des Waldes verboten. Der „Schonungshain“ war allerdings kein vollwertiger Sapowednik, denn der Wald wurde zugleich als Jagdrevier der Grafen Scheremetew genutzt.

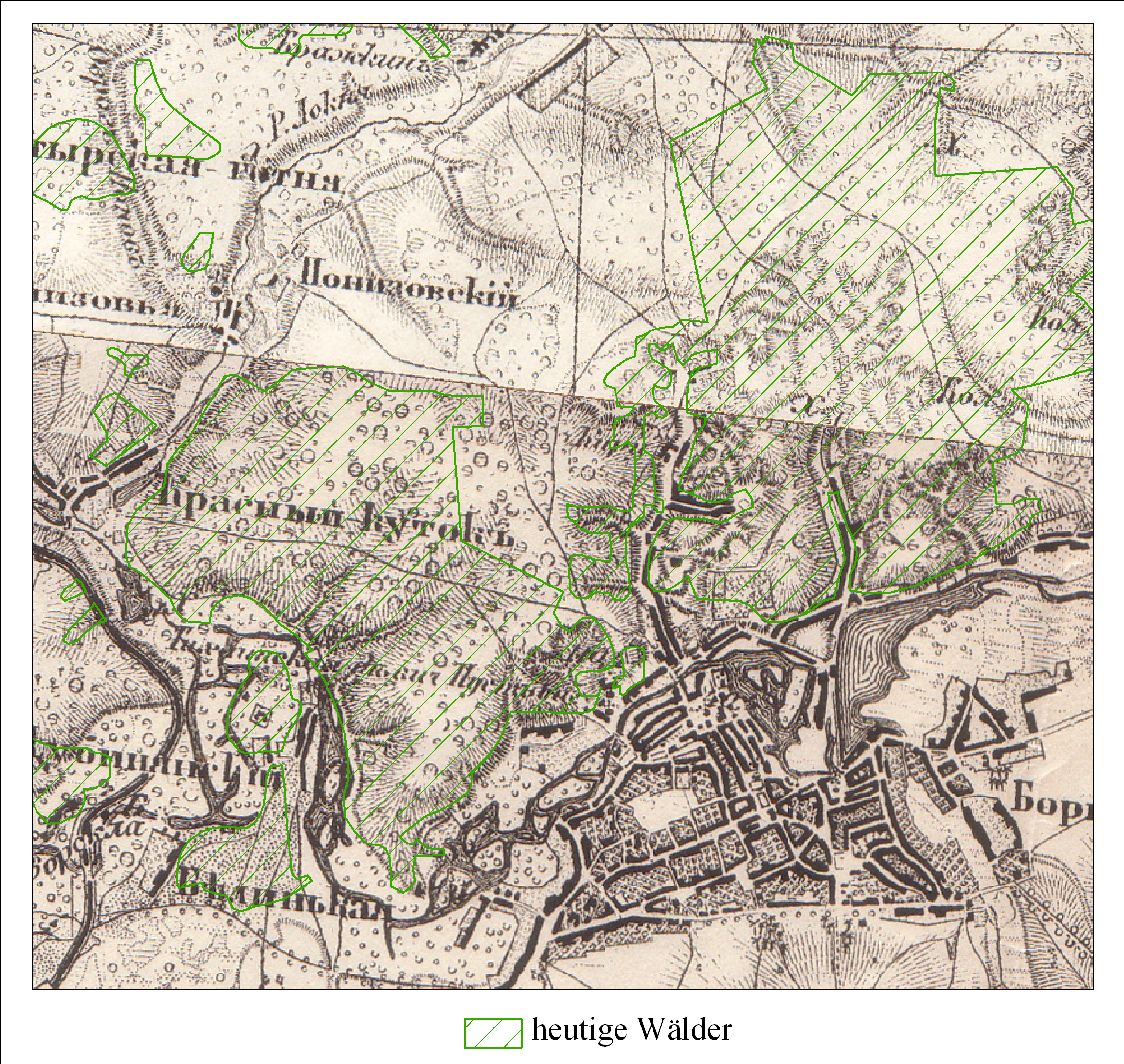
Der Wald an der Worskla und seine Umgebungen im 19. Jahrhundert

Im Jahre 1714 gründete Scheremetew ein Frauenkloster in der Borissowka. Das Kloster befand sich am Rand des achten Waldabschnitts. Heute steht an diesem Platz ein Naturreservatsgutshof, der nach dem Kloster „Klosterrunse“ heißt.
Die Erben des Scheremetew behielten das Naturschutzregime des „Schonunghains“ bei. Aber in den Jahren 80-90 des 19. Jahrhunderts erfolgten im Wald die ersten großen Abholzungen im vierten Waldabschnitt und im nördlichen Teil des zehnten Abschnitts. Zu Beginn des 20. Jahrhunderts wurden Abholzungen im zweiten und dritten Abschnitt vorgenommen. Der Wald regenerierte sich weitgehend selbst. Einige Stellen wurden wieder aufgeforstet.

### 20. Jahrhundert
Nach der Oktoberrevolution geriet der Wald an der Worskla in Gefahr. Der ehemalige Verwalter der Grafen Scheremetew ließ ein Teil der neunten Waldabteilung im Jahre 1917 abholzen. Die Bevölkerung der Borissowka begann im Wald zu jagen und Holz zu schlagen. Sie weidete hier das Vieh und legte an der Waldwiese Gemüsegärten an. Der Wald wurde lichter, fast alle Huftiere verschwanden.
An die Spitze der Bewegung zur Rettung des Walds stellte sich der Entomologe Malyschew. Er kannte den Wald an der Worskla noch aus der Zeit vor der Revolution. Damals war er Student und machte dort entomologische Forschungen. Im Jahre 1919 trat er in Borissowka eine Stelle als Mitarbeiter beim Lesgaft-Institut an, mit dem Auftrag, eine Zoopsychologische Station zu gründen. Das Schicksal des Waldes beunruhigte ihn. Malyschew schrieb Appelle an verschiedene Behörden. Er trat auch in der Volksversammlung der Bewohner von Borissowka auf und machte Propagandaarbeit für Waldschutz in den Schulen und Dorfbibliotheken. Seine Bemühungen hatten Erfolg, und nach der Gründung der Zoopsychologischen Station (im Jahre 1922) wurde im Jahre 1924 das Naturreservat «Wald an der Worskla» gegründet. Mit dem Schutz des Naturreservats wurde die Zoopsychologische Station beauftragt. Zu dem Naturreservat gehörte damals nur der uralte Eichenwald mit einer Gesamtfläche von 163,5 ha. Malyschew organisierte den Schutz des Waldes. Im Naturreservat begannen wissenschaftliche Forschungen, beim Naturreservat wurde das Naturmuseum gegründet. In russischen und deutschen wissenschaftlichen Zeitschriften wurden erste Artikel über dem Wald an der Worskla publiziert. Aber gegen Malyschew wurde ein politisches Kesseltreiben entfacht. Er wurde aus dem Institut und Naturreservat entlassen. Im Jahre 1934 wurde Malyschew nach Leningrad abtransportiert.
Im Jahre 1934 wurde Sukatschjow Direktor des Naturreservats. Von dieser Zeit bis Jahr 1994 war das Naturreservat der Leningradschen Universität untergeordnet. Beim Naturreservat bestand die Waldsteppen-Station der Universität, die auch heute noch unter dem Namen «Dubrava» (Eichenwald) arbeitet. Hier machen Studenten der Staatlichen Universität Sankt Petersburg das sommerliche Feldpraktikum.
Sukatschow war bis 1948 Direktor des Naturreservats. Zu Zeiten Sukatschjows wurde das gesamte Territorium des Walds an der Worskla als Naturreservat geschützt. Beim Naturreservat wurde das Dendrarium gegründet. Im Naturreservat wurden vielfältige botanische, zoologische und bodenkundliche Forschungen ausgeführt. Auf Grundlage der Forschungen im Wald an der Worskla formulierte Sukatschjow den neuen Begriff Biogeozönose.
Während des Großen Vaterländischen Kriegs von Oktober 1941 bis August 1943 waren Borissowka und seine Umgebung unter deutscher Okkupation. Im Gutshof des Naturreservats befanden sich der deutsche Stab und das Militärspital. Im Wald holzten die Besatzer einige Zehntausende Bäume ab, vermieden aber großflächigen Holzschläge, denn der Wald diente als Schutz für Truppen und Militäreinrichtungen. Während der Schlacht im Kursker Bogen wurden im Wald Schützengräben angelegt. Dadurch entstanden zahlreiche Verletzungen der Bodenbedeckung, die bis heute zu erkennen sind. Im alten Dendrarium neben dem Gutshof des Naturreservats blieb der deutsche Friedhof erhalten.
Im Jahre 1951 wurde dem Wald an der Worskla der Status des Naturreservats entzogen. Das ehemalige Naturreservat wurde zu einem Lehrforstbetrieb und blieb der Leningradschen Universität zugeordnet. In den Jahren 1967–1974 wurden im Wald an der Worskla Forschungen im Rahmen des Internationalen Biologischen Programms durchgeführt.
Im Jahre 1974 begann die Kampagne für eine Wiedereinrichtung des Naturreservats. Der Initiative ging vom Direktor des Lehrforstbetriebs S. I. Samiljak und Mitarbeitern der Leningradschen Universität aus. Der Wald an der Worskla erhielt 1979 wieder den Status eines Naturreservats. Im Jahre 1994 wurde das Naturreservat von der Universität St. Petersburg an das Ministerium für Natürliche Ressourcen übergeben. In diesem Jahr wurde auch die Schutzzone eingerichtet.

## Besonderheiten
Die wichtigste Besonderheit des Waldes an der Worskla ist ein uralter Eichenwald. Es existieren vier Abschnitte eines 300-jährigen Eichenwaldes mit einer Gesamtfläche von 160 Hektar, der einzige Eichenwald dieses Alters im europäischen Teil der früheren Sowjetunion.

## Naturschutzregime
Das heutige Naturschutzregime des Waldes an der Worskla ist sehr streng. Die Jagd, das Abholzen sowie das Sammeln von Pilzen, Beeren und Pflanzen sind verboten. Auch alle Eingriffe in Naturprozesse, darunter das Fällen von erkrankten oder von Schädlingen befallener Bäume, die Entnahme von Totholz oder die Wildfütterung sind unzulässig. Eingriffe sind nur zu Forschungszwecken erlaubt. Tourismus gibt es nur auf dem Territorium des Dendrariums, des Naturreservatgutshofs und der Waldwiese von Sukatschow.
Der Wald ist von einer zweiteiligen Schutzzone umgeben, die insgesamt 488 Hektar groß ist. Infolge der Nähe der Dörfer Krasny Kutok und Borissowka zum Wald gibt es keine ungeteilte Schutzzone. Die westliche Schutzzone umfasst das Worsklatal und Loknjatal zwischen dem Waldrand und diesen Flüssen. Die östliche Schutzzone umfasst die Apfelgärten. Die Schutzzone selbst gehört nicht zum Naturschutzreservat, allerdings ist auch hier das Jagen verboten.